# Круподерня

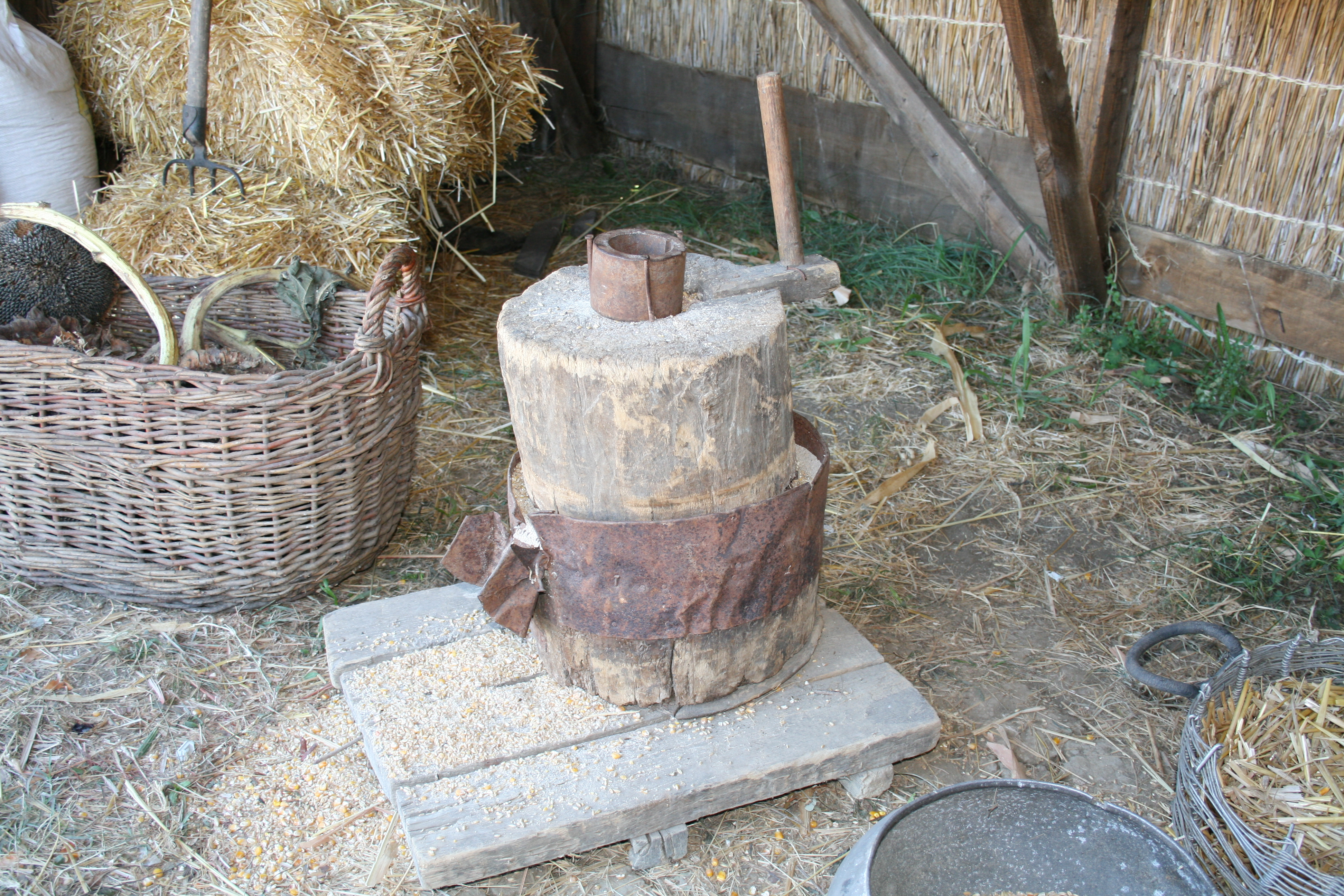
Ручна круподерня, що являє собою дерев'яні ручні жорна

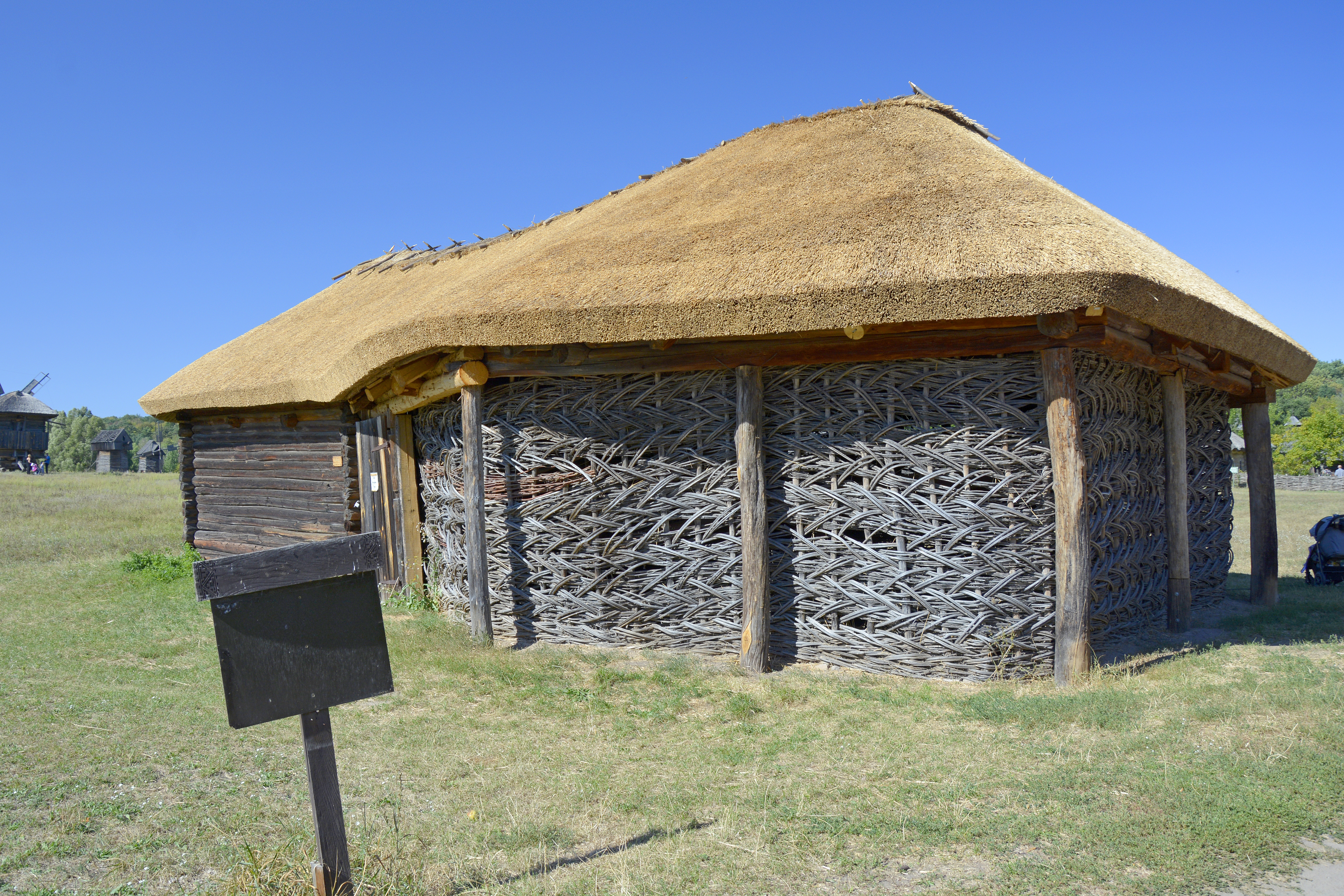
Круподерня з тупчаком. Музей народної архітектури в Пирогові.

Круподе́рня, розм. крупору́шка — пристрій у млині, на якому деруть зерно на крупи. Також круподернею називається невелике підприємство, на якому виготовляють крупи.
Різновид круподерні — просору́шка (шереті́вка, діал. дра́чка), пристрій для обдирання (шеретування) проса з метою приготування пшона. У XIX — початку XX століття використовувалися як бильні просорушки, так і жорнові. Робочою частиною бильних були дерев'яні била, вони давали готове пшоно при 2-разовому пропусканні проса. Результат залежав від твердості дерева, при надто твердих билах більше виходило січки, а вихід пшона був меншим. Для отримання пшона високої якості використовувалися жорнові просорушки. У них верхнє жорно металеве чи кам'яне, а нижнє покрите якимись м'якими матеріалами (корком чи шкірою).